# Крістіан Гуселіус
Крістіан Гуселіус (швед. Kristian Huselius, нар. 10 листопада 1978, Естерганінге) — шведський хокеїст, що грав на позиції крайнього нападника. Грав за збірну команду Швеції.
Провів понад 600 матчів у Національній хокейній лізі. 

## Ігрова кар'єра
Хокейну кар'єру розпочав на батьківщині 1996 року виступами за команду «Фер'єстад».
1997 року був обраний на драфті НХЛ під 47-м загальним номером командою «Флорида Пантерс». 
Протягом професійної клубної ігрової кар'єри, що тривала 17 років, захищав кольори команд «Фер'єстад», «Вестра Фрелунда», «Рапперсвіль-Йона Лейкерс», «Флорида Пантерс», «Лінчепінг», «Калгарі Флеймс», «Колумбус Блю-Джекетс» та АІК.
Загалом провів 686 матчів у НХЛ, включаючи 24 гри плей-оф Кубка Стенлі.
Виступав за збірну Швеції, провів 25 ігор в її складі.

## Сексуальний скандал
Крістіан, а також ще два шведських хокеїсти Генрік Талліндер і Андреас Лілья були звинуваченні у зґвалтуванні через що всіх трьох відсторонили від участі в складі збірної Швеції терміном на один рік, окрім того Гуселіус і Талліндер були відстороненні від гри клубом «Лінчепінг», а Лілья відсторонений від гри клубом Мура ІК до завершення сезону.
9 лютого 2005, 22-річна жінка звинуватила трійку у зґвалтуванні. Через два дні поліція відмовила їй у розслідуванні через відсутність доказів. Проте спеціальний прокурор відновив справу у березні. Гуселіус та інші були звільненні від обвинувачення в червні того ж року після того, як спеціальний прокурор визнав, що не було жодних доказів того, що вони примушували жінку займатися сексом.

## Нагороди та досягнення
- Чемпіон Швеції в складі «Фер'єстад» — 1997, 1998.

## Статистика

### Клубні виступи
| Сезон              | Клуб                       | Ліга               | Регулярний сезон | Регулярний сезон | Регулярний сезон | Регулярний сезон | Регулярний сезон | Плей-оф | Плей-оф | Плей-оф | Плей-оф | Плей-оф |
| Сезон              | Клуб                       | Ліга               | І                | Г                | П                | О                | ШХ               | І       | Г       | П       | О       | ШХ      |
| ------------------ | -------------------------- | ------------------ | ---------------- | ---------------- | ---------------- | ---------------- | ---------------- | ------- | ------- | ------- | ------- | ------- |
| 1996–97            | «Фер'єстад»                | Елітсерія          | 13               | 2                | 0                | 2                | 4                | 5       | 1       | 0       | 1       | 0       |
| 1997–98            | «Фер'єстад»                | Елітсерія          | 34               | 2                | 1                | 3                | 2                | 11      | 0       | 0       | 0       | 0       |
| 1998–99            | «Фер'єстад»                | Елітсерія          | 28               | 4                | 4                | 8                | 4                | —       | —       | —       | —       | —       |
| 1998–99            | «Вестра Фрелунда»          | Елітсерія          | 20               | 2                | 2                | 4                | 2                | 4       | 1       | 0       | 1       | 0       |
| 1999–00            | «Фрелунда»                 | Елітсерія          | 50               | 21               | 23               | 44               | 20               | 5       | 2       | 2       | 4       | 8       |
| 2000–01            | «Фрелунда»                 | Елітсерія          | 49               | 32               | 35               | 67               | 26               | 5       | 4       | 5       | 9       | 14      |
| 2001–02            | «Флорида Пантерс»          | НХЛ                | 79               | 23               | 22               | 45               | 14               | —       | —       | —       | —       | —       |
| 2002–03            | «Флорида Пантерс»          | НХЛ                | 78               | 20               | 23               | 43               | 20               | —       | —       | —       | —       | —       |
| 2003–04            | «Флорида Пантерс»          | НХЛ                | 76               | 10               | 21               | 31               | 24               | —       | —       | —       | —       | —       |
| 2004–05            | «Лінчепінг»                | Елітсерія          | 34               | 14               | 35               | 49               | 10               | —       | —       | —       | —       | —       |
| 2004–05            | «Рапперсвіль-Йона Лейкерс» | НЛА                | —                | —                | —                | —                | —                | 4       | 1       | 3       | 4       | 2       |
| 2005–06            | «Флорида Пантерс»          | НХЛ                | 24               | 5                | 3                | 8                | 4                | —       | —       | —       | —       | —       |
| 2005–06            | «Калгарі Флеймс»           | НХЛ                | 54               | 15               | 24               | 39               | 36               | 7       | 2       | 4       | 6       | 4       |
| 2006–07            | «Калгарі Флеймс»           | НХЛ                | 81               | 34               | 43               | 77               | 26               | 6       | 0       | 2       | 2       | 4       |
| 2007–08            | «Калгарі Флеймс»           | НХЛ                | 81               | 25               | 41               | 66               | 40               | 7       | 0       | 4       | 4       | 6       |
| 2008–09            | «Колумбус Блю-Джекетс»     | НХЛ                | 74               | 21               | 35               | 56               | 44               | 4       | 1       | 1       | 2       | 4       |
| 2009–10            | «Колумбус Блю-Джекетс»     | НХЛ                | 74               | 23               | 40               | 63               | 36               | —       | —       | —       | —       | —       |
| 2010–11            | «Колумбус Блю-Джекетс»     | НХЛ                | 39               | 14               | 9                | 23               | 10               | —       | —       | —       | —       | —       |
| 2011–12            | «Колумбус Блю-Джекетс»     | НХЛ                | 2                | 0                | 0                | 0                | 2                | —       | —       | —       | —       | —       |
| 2012–13            | АІК                        | Елітсерія          | 5                | 2                | 1                | 3                | 0                | —       | —       | —       | —       | —       |
| Усього в Елітсерії | Усього в Елітсерії         | Усього в Елітсерії | 233              | 79               | 101              | 180              | 68               | 30      | 8       | 7       | 15      | 22      |
| Усього в НХЛ       | Усього в НХЛ               | Усього в НХЛ       | 662              | 190              | 261              | 451              | 256              | 24      | 3       | 11      | 14      | 18      |

### Збірна
| Рік                | Команда            | Турнір             |    | І  | Г  | П  | О  | ШХ |
| ------------------ | ------------------ | ------------------ | -- | -- | -- | -- | -- | -- |
| 2000               | Швеція             | ЧС                 | 7  | 4  | 1  | 5  | 4  |    |
| 2001               | Швеція             | ЧС                 | 9  | 2  | 3  | 5  | 0  |    |
| 2002               | Швеція             | ЧС                 | 9  | 5  | 6  | 11 | 0  |    |
| 2009               | Швеція             | ЧС                 | 8  | 4  | 3  | 7  | 6  |    |
| Національна збірна | Національна збірна | Національна збірна | 33 | 15 | 13 | 28 | 10 |    |